# Բ
Ben (mayúscula: Բ, minúscula: բ; armenio: բեն) es la segunda letra del alfabeto armenio.
Era una de las letras originales del alfabeto armenio creada por Mesrop Mashtots en el año 405 d. C.
Se especula que se deriva de la letra griega beta con las curvas más a la derecha un poco cortadas. Junto con la letra ayb, forma la palabra "այբուբեն" (alfabeto).

## Uso
Es la 2.ª letra del alfabeto armenio, utilizada en el idioma armenio. En el dialecto armenio oriental, generalmente se pronuncia como la explosiva bilabial sonora [b], aunque en algunos subdialectos, se puede pronunciar como la explosiva bilabial sorda [p] o como la explosiva bilabial sorda aspirada [pʰ]. En el dialecto armenio occidental, se pronuncia como la explosiva bilabial sorda aspirada [pʰ]. En inglés, se transcribe como letra B. En el sistema de numeración armenio, la letra corresponde al número 2.

## Codificaciones
| Carácter      | Բ                           | Բ                           | բ                         | բ                         |
| ------------- | --------------------------- | --------------------------- | ------------------------- | ------------------------- |
| Unicode       | ARMENIAN CAPITAL LETTER BEN | ARMENIAN CAPITAL LETTER BEN | ARMENIAN SMALL LETTER BEN | ARMENIAN SMALL LETTER BEN |
| Codificación  | decimal                     | hex                         | decimal                   | hex                       |
| Unicode       | 1330                        | U+0532                      | 1378                      | U+0562                    |
| UTF-8         | 212 178                     | D4 B2                       | 213 162                   | D5 A2                     |
| Ref. numérica | &#1330;                     | &#x532;                     | &#1378;                   | &#x562;                   |

## Galería

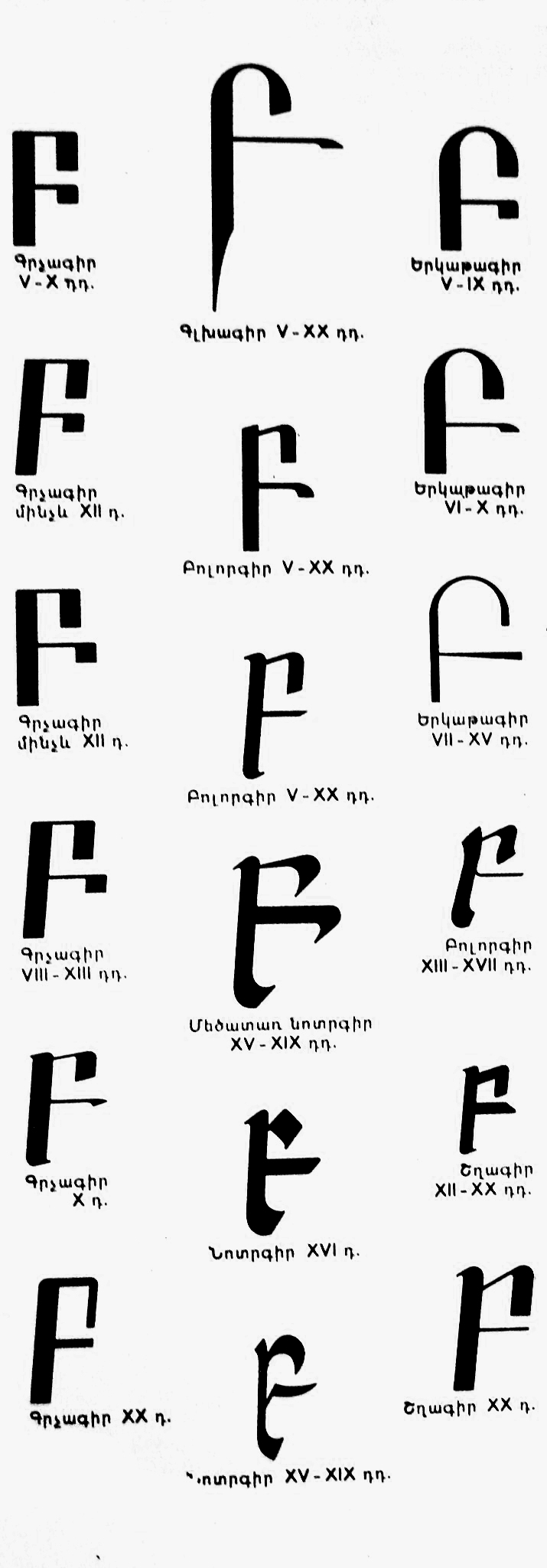
Varias fuentes históricas

Erkat'agir redondeada
Erkat'agir angular
Bolorgir
Notrgir
Shghagir
Forma tipográfica
Forma manuscrita
Armenio occidental
Armenio oriental